# Sajón occidental
El sajón occidental, hablado principalmente en el Reino de Wessex, fue uno de los cuatro diferentes dialectos del anglosajón. Los tres otros eran el kéntico, el mercio y el northumbrio (conocidos estos dos últimos como dialectos ánglicos).
Hubo dos etapas en el dialecto sajón occidental: sajón occidental temprano y sajón occidental tardío.
El sajón occidental temprano fue la lengua de Alfredo el Grande (849-899). Para el siglo XI, el dialecto había evolucionado a sajón occidental tardío.
El sajón occidental tardío fue el dialecto que se convirtió en el primer inglés "estandarizado" ("estándar de Winchester"). Este dialecto fue hablado mayoritariamente en el sur y el oeste de Inglaterra alrededor del importante monasterio de Winchester, que era también la capital de los reyes ingleses. Sin embargo, mientras otros dialectos del anglosajón se hablaban en otras partes del país, parece que todos los escribas escribieron y copiaron manuscritos en esta forma escrita de prestigio. Conocidos poemas fueron escritos en este dialecto, por ejemplo, Beowulf y Judith. Sin embargo, ambos poemas parecen haber sido escritos originalmente en otros dialectos anglosajones, pero fueron «traducidos» después en el sajón occidental tardío estándar cuando fueron copiados por los escribas.
El "estándar de Winchester" cayó gradualmente en desuso después de la Conquista normanda en 1066. Los monasterios no mantuvieron el estándar circulando porque los obispos ingleses fueron pronto reemplazados por obispos normandos que trajeron sus propios libros de texto en latín y sus convenciones literarias, y hubo menos necesidad de copiar o escribir en anglosajón. El latín pronto se convirtió en la "lengua para todos los escritos serios", con el anglo-normando como lengua de la aristocracia, y cualquier estándar inglés escrito se alejó de la memoria colectiva a mediados del siglo XII.
El sajón occidental es el lejano predecesor de los dialectos de West Country.